# Onigiri

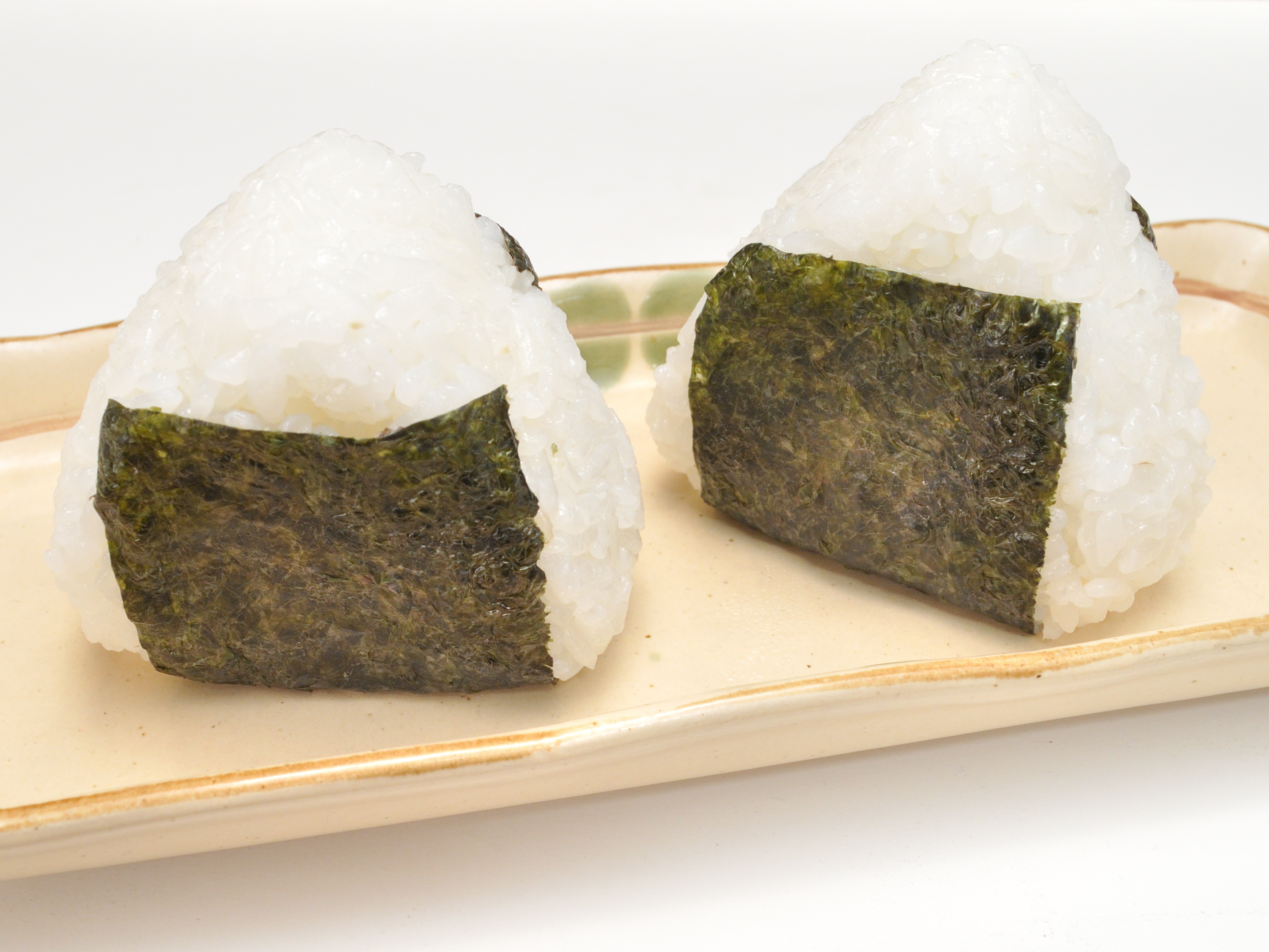
Onigiri

Onigiri (お握り, おにぎり), nigiri sushi eller omusubi, är japanska risbollar vanligtvis formade triangulära eller ovala, ofta inslagna i blad av torkade alger (nori). Traditionellt är en onigiri fylld med inlagda plommon (umeboshi) eller saltad lax (shiozake), saltad torskrom (tarako) och torkade fiskflingor (katsuobushi).
Onigiri är hanterbara risbollar baserade på kokt ris, endast ibland lätt saltade, till skillnad från nigirizushi (även nigiri sushi) som är risbollar med tillskott av vinäger, socker och salt. Det är endast den senare varianten av risbollar som ingår i sushi, som har en bakgrund som en konserveringsmetod för fisk.